# Vitalij Hubarenko
Vitalij Serhijovyč Hubarenko, ukrajinsky Віталій Сергійович Губаренко, rusky Вита́лий Серге́евич Губаре́нко, (13. června 1934 Charkov – 5. dubna 2000 Kyjev) byl ukrajinský hudební skladatel.

## Život
Vitalij Hubarenko se narodil v Charkově, kde také roku 1960 zakončil studium na charkovské konzervatoři ve třídě skladby u D. L. Klebanova. V letech 1958–1960 vyučoval teoretické předměty a hudební literaturu na dětské hudební škole. Od roku 1960 pracoval jako hudební redaktor oblastního rozhlasu v Charkově. Od roku 1961 vyučoval hudební teorii a skladbu na Charkovském uměleckém ústavu a od roku 1962 také na Charkovské hudební škole. Od roku 1972 se živil jako svobodný umělec a roku 1985 se s rodinou přestěhoval do Kyjeva, kde roku 2000 i zemřel. Je pochován na Bajkovském hřbitově.
Hubarenkovou manželkou byla profesorka Maryna Romanivna Čerkašyna-Hubarenko (nar. 1938), hudební vědkyně, kritička, pedagožka a libretistka a zároveň dcera významného herce a režiséra Romana Čerkašyna. Hubarenkovou dcerou byla skladatelka a básnířka Iryna Vitaliivna Hubarenko (1959–2004).

## Dílo
Vitaliji Hubarenkovi náleží přední místo mezi ukrajinskými operními skladateli 20. století. Podle názoru L. Kyjanovské každá z jeho třinácti oper „přitahuje nebanálním, svérázným řešením i pojednáním hudebního a scénického děje, odpovídajícím individuálnímu záměru i výběru předmětu“. K většině jeho oper napsala libreto jeho žena Marija Hubarenková. Skladatel v nich „umí hudebními prostředky představit aroma a kolorit dávných epoch, úzkostný puls každodennosti, jemná citová hnutí duševního výrazu hrdinů, dynamiku vývoje jejich emocí, zářivost a plastičnost hudebních obrazů, dramatickou stost velkých pláten“. Vedle operního žánru se Hubarenko zabýval i instrumentální a komorně-vokální hudbou. V těchto dílech projevil skladatel mimo jiné zájem o ukrajinské folklórní obřady (symfonická báseň Kupalo), intimní lyriku ukrajinských básníků (vokální cykly Květy a nálady na slova I. Drače, Podzimní sonety na slova D. Pavlička, Nastav dlaň na slova V. Sosjury).

### Přehled děl
- Opery:
  - Zkáza eskadry (Загибель ескадри), podle stejnojmenného dramatu A. Kornejčuka, Op. 8, 1965, druhá verze 1966, premiéra Kyjev 1967
  - Mamajovi (Мамаї), podle dramatu Ju. Janovského Duma o Britce (Дума про Британку), Op. 17, 1969, premiéra 1970
  - Milostné dopisy (Листи кохання), monodrama pro soprán a orchestr podle novely H. Barbusse Něha, Op. 19, 1971, premiéra Kyjev 1972
  - Znovuzrozený květen (Відроджений травень) podle dramatu Slavičí noc V. Ježova, první verze pod názvem První přikázání (Перша заповідь) 1972, druhá verze (Op. 22) 1973, premiéra 1974
  - Skrz plamen (Крізь полум'я), Op. 24, 1975, premiéra 1976
  - Vzpomínej na mne (Пам'ятай мене), lyrická novela v jednom dějství, Op. 19-a, 1977, premiéra Charkov 1980 pod názvem Nezapomenutelné (Незабутнє)
  - Dohazovačem proti své vůli (Сват мимоволі), libreto M. Hubarenková podle dramatu H. Kvitky-Osovjanenka Ordonanc Šeľmenko, Op. 34, 1982, premiéra Charkov 1985
  - Alpská balada (Альпійська балада), libreto M. Hubarenková podle stejnojmenné povídky V. Bykava, Op. 38, 1984, premiéra 1985
  - V ukrajinských stepích (В степах України) [Komu se vysmály hvězdy (Кому посміхалися зорі)], na motivy děl A. Kornejčuka, Op. 40, 1987
  - Pomněte, mí bratři!... (Згадайте, братія моя!..), opera-oratorium, libreto M. Hubarenková podle děl T. Ševčenka, Op. 43, 1991, premiéra 1992
  - Samota (Самотність), monoopera pro tenor a orchestr, libreto M. Hubarenková podle novely P. Mériméa Dopisy neznámé, Op. 47, 1993, premiéra Kyjev 1994
  - Juliiny monology (Монологи Джульєтти), lyrické scény podle tragédie W. Shakespeara Romeo a Julie, libreto M. Hubarenková, Op. 54, 1998, premiéra Kyjev 1998
- Balety:
  - Kamenný vládce (Камінний господар, na motivy stejnojmenného dramatu Lesji Ukrajinky, Op. 16, 1968, premiéra 1969
  - Assol (Ассоль), symfonie-balet pro orchestr, soprán a tenor podle féerie A. Grina Nachové plachty, Op. 25, 1977, premiéra 1977
  - Záporožci (Запорожці), choreografické scény, Op. 28, 1980
  - Povinnost a víra a láska (Обов'язок і віра і любов), podle scénáře Je. Gavriloviče Komunista, Op. 39, 1985, premiéra 1985 pod názvem Komunista (Комуніст)
  - Májová noc (Майська ніч), symfonie-balet podle povídky N. V. Gogola, Op. 41, 1988
  - Zelené svátky (Зелені святки), symfonie-balet, Op. 44. 1992
  - Liebestod, symfonie-balet, Op. 53, 1997
  - Vij (Вій), choreografické scény podle stejnojmenné povídky N. V. Gogola, Op. 57, 1999
- Opera-balet Vij (Вій), libreto M. Hubarenková a L. Mychajlov podle povídky N. V. Gogola, Op. 32, 1980, premiéra Oděsa 1984
- Vokálně-symfonická díla:
  - Vokalíza (Вокаліз), báseň pro hlas a komorní orchestr, Op. 21, 1973
  - Kantáta Pocity jediné rodiny (Чуття єдиної родини) na slova P. Tyčyna, Op. 27, 1977
  - De profundis, symfonie pro orchestr, soprán a tenor na slova T. H. Ševčenka, Op. 51, 1995
  - Symfonie č. 3 pro orchestr a mužský sbor na slova R. Levina, Op. 23, 1975
- Orchestrální díla:
  - Symfonie č. 1, Op. 2, 1961, druhá verze 1962
  - Symfonická báseň Památce T. H. Ševčenka (Пам'яті Т. Г. Шевченка), Op. 3, 1963
  - Concertino, Op. 5, 1964
  - Symfonie č. 2, Op. 11, 1965
  - Suita z opery Zánik eskadry, 1967
  - Dvě suity z baletu Kamenný vládce, 1970
  - Symfonický obraz Kupalo (Купало), Op. 18, 1971
  - Lyrická báseň In modo romantico, Op. 42, 1989
- Díla pro sólové nástroje a orchestr:
  - Koncert-báseň pro violoncello a orchestr, Op. 6, 1963
  - Koncert pro flétnu a komorní orchestr, Op. 10, 1965
  - Komorní symfonie č. 1 pro housle a orchestr, Op. 14, 1967
  - Ukrajinské capriccio pro housle a komorní orchestr, Op. 20, 1973
  - Komorní symfonie č. 2 pro housle a orchestr, Op. 29, 1978
  - Komorní symfonie č. 3 pro dvoje housle a orchestr, Op. 36, 1983
  - Lyrická báseň pro fagot a smyčcový orchestr, Op. 45, 1992
  - Komorní symfonie č. 4 pro violoncello a smyčcový orchestr, Op. 49, 1996
  - Árie pro klarinet a smyčcový orchestr, Op. 52, 1996
  - Adagio pro hoboj a smyčcový orchestr, Op. 55, 1999
  - Komorní symfonie č. 5 Canto ricordo pro housle a komorní sbor, Op. 37, 1983/1999
- Díla pro smyčcový orchestr:
  - Sinfonietta, Op. 1, 1960
  - Concerto grosso, Op. 33, 1981
- Komorní hudba:
  - Smyčcový kvartet, Op. 12, 1965
  - Triptych pro dechové kvinteto, Op. 31, 1978
  - Španělská suita (Іспанська сюїта) pro soubor violoncell a klavír, Op. 48, 1994
  - Legenda pro kvarteto saxofonů, Op. 56, 1999
- Cykly písní pro hlas s doprovodem klavíru:
  - Z poezie Josypa Utkina (З поезії Йосипа Уткіна), Op. 4, 1962
  - Barvy a nálady (Барви та настрої), na slova I. Drače, Op. 9, 1965
  - Radost (Радість) a Podzim (Осінь, Dvě romance na slova F. Kryvina, Op. 13, 1966
  - Nastav dlaň (Простягни долоні) na slova V. Sosjura, Op. 26, 1977
  - Podzimní sonety (Осінні сонети) na slova D. Pavlyčka, Op. 35, 1983
- Sbory:
  - Ruské črty (Русские эскизы), tři sbory a cappella na slova Sergeje Jesenina, Op. 30, 1978
  - Milovat Ukrajinu (Любіть Україну), báseň pro sbor a cappella na slova V. Sosjura, Op. 46, 1992
  - Dobré jitro (Доброе утро), sbor a cappella na slova S. Jesenina, Op. 50, 1994
- Hudba k divadelním hrám a filmům
  - Hudba k loutkové hře V. Stremovského a E. Humenjuka Dýmka (Димка), 1963
  - Hudba k loutkové hře J. Kalabové Na světě není krásnější Faidry (Краще Федри немає на світі), 1963
  - Hudba k loutkové hře M. Joffeho a K. Hubenka Ivasyk-Telesyk (Івасик-Телесик), 1964
  - Hudba ke hře W. Shakespeara Večer tříkrálový, 1964
  - Hudba k loutkové hře H. Vladyčynové Slůně (Слоненя), 1966
  - Hudba k filmu Duma o Kovpakovi (Дума про Ковпака), 1973 první řada, 1975 druhá řada

## Ocenění
- Laureát Republikové komsomolské ceny N. Ostrovského, 1967
- Zasloužilý umělec Ukrajinské sovětské socialistické republiky, 1969
- Nositel medaile O. Oleksandrova, 1957
- Laureát Ševčenkovy ceny, 1984
- Národní umělec Ukrajiny, 1993